# Juan Crisóstomo Centurión
Juan Crisóstomo Centurión (ur. 27 stycznia 1840 w Itaugui, zm. 12 marca 1909 w Asunción) – paragwajski pisarz, dziennikarz, polityk i dyplomata.

## Życiorys
Urodził się w Itaugui we wpływowej rodzinie. Odebrał wszechstronne wykształcenie, początkowo w placówkach krajowych, następnie zaś zagranicznych. W 1858 znalazł się w grupie stypendystów wysłanych przez rząd paragwajski do Europy. Osiadł w Wielkiej Brytanii, gdzie pobierał nauki w zakresie literatur angielskiej i francuskiej. Studiował też prawo międzynarodowe oraz prawo handlowe w King’s College, wchodzącym w skład Uniwersytetu Londyńskiego. Podczas pobytu w Londynie uczył się ponadto języka niemieckiego. Spędził również nieco czasu w Paryżu. W marcu 1863 otrzymał nakaz powrotu do kraju.
Podjął pracę w otoczeniu prezydenta Solano Lópeza, początkowo w jego bibliotece, później jako sekretarz kancelarii głowy państwa oraz oficjalny tłumacz paragwajskiego rządu. Swe obowiązki wykonywał również po wybuchu wojny paragwajskiej. Odegrał istotną rolę w przepływie informacji między prezydentem a dowództwem armii. Tłumaczył też ze znaczną biegłością noty dyplomatyczne poselstw zagranicznych akredytowanych w Paragwaju. W uznaniu swych zasług został odznaczony Narodowym Orderem Zasługi w 1866. Polecono mu też utworzenie szkoły z gramatyką języka hiszpańskiego, geografią, językiem francuskim oraz językiem angielskim jako wykładanymi przedmiotami.
Współtworzył, wraz z Nataliciem de Maríą Talaverą, dwujęzyczne, ukazujące się jednocześnie po hiszpańsku i w guarani, satyryczne pismo „El Cabichuí”. Pod koniec działań wojennych doszedł do stopnia pułkownika. W grudniu 1869 na krótko wypadł z łask prezydenckich.
Brał również czynny udział w walkach. W starciu pod Cerro Corá (1 marca 1870), ostatniej bitwie wojny, dowodził batalionem. Odniósł w niej rany – kula przeszyła mu policzek, uszkadzając część języka oraz zębów. Dostał się następnie do niewoli brazylijskiej. W charakterze jeńca został wysłany do Rio de Janeiro. Otrzymał pozwolenie na wyjazd do Europy, przybył do Paryża. Był świadkiem naocznym wojny francusko-pruskiej oraz upadku Napoleona III. Pomieszkiwał następnie na Kubie, w Stanach Zjednoczonych oraz na Jamajce. Do kraju powrócił w 1878.
Odnowił swe związki z paragwajskim środowiskiem prasowym, współpracował z pismami „La Reforma” i „La Democracia”. Podjął też pracę w odradzającym się wymiarze sprawiedliwości Paragwaju, zasiadał w Najwyższym Trybunale Sprawiedliwości. Następnie pełnił funkcję prokuratora generalnego (od marca 1882). Zaangażował się w życie polityczne, znalazł się wśród założycieli partii Asociación Nacional Republicana. W rządzie prezydenta Patricia Escobara był ministrem spraw zagranicznych. Na tym stanowisku bronił praw Paragwaju do Chaco, rozpoczynając w ten sposób długoletni konflikt dyplomatyczny o to terytorium z Boliwią.
W 1890 mianowany ministrem pełnomocnym we Francji, Wielkiej Brytanii i Hiszpanii. Powrócił do aktywności politycznej w 1895, został wybrany do senatu. Zasiadając w ławach senackich wchodził w skład komisji odpowiedzialnej za zbadanie przebiegu granicy z Boliwią. Doprowadził też do wprowadzenia świadczenia dla weteranów wojennych. Zmarł w Asunción.
Zajmuje poczesne miejsce w historii literatury paragwajskiej. Jest autorem wydanej w 1877 w Nowym Jorku Viaje nocturno de Gualberto o Recuerdos y reflexiones de un ausente. Praca ta uznawana jest za pierwszą paragwajską powieść. Określa się ją jako dzieło o ogromnym znaczeniu symbolicznym i znacznej wartości artystycznej. Centurión opublikował ponadto czterotomowe Memorias o reminiscencias históricas sobre la Guerra del Paraguay, poświęcone wojnie paragwajskiej. Poślubił Concepción de Zayas y Hechavarríę, cenioną pianistkę kubańską.